# Aux animaux
Aux animaux, stylisé aux animaux, est un groupe suédois de dark wave et  rock gothique, originaire de Stockholm. Il est formé en 2015 par la musicienne Gözde Düzer.

## Histoire
Gözde Düzer est originaire d'Istanbul (Turquie) et vit à Stockholm (Suède) ; elle a également vécu quelques mois à Strasbourg (France) auparavant,. Elle joue de la basse et du thérémine et qualifie sa musique de « hauntwave ». Elle joue en première partie de Hante et Sólveig Matthildur. En avril 2023, elle a fait une tournée en Allemagne et aux Pays-Bas avec She Past Away. 
Le nom en français « Aux animaux » signifie « pour les animaux », et fait référence au mouvement pour les droits des animaux et au végétalisme. Son clip Lost Souls montre des images de l'organisation de défense des droits des animaux Djurrättsalliansen. En mars 2023, elle sort l'EP Operatione Daemonum sous le nom de Melaina Chole.

## Discographie
- 2018 : Black Holes (EP, janvier)
- 2020 : Stockholm Synthrome (EP, avril)
- 2022 : The Hydesville Episode (album, mars)
- 2022 : Devil Inside (single, septembre)
- 2022 : Hauntology (album, décembre)
- 2022 : Lost Souls (single, avril)
- 2023 : Body horror (album, décembre)